# Base Palissy
La base Palissy est une base de données sur le patrimoine mobilier français. Elle a été créée en 1989 et mise en ligne en 1998 par le ministère de la Culture, direction de l'Architecture et du Patrimoine.
Le nom fait référence au céramiste Bernard Palissy.
Cette base de données est mise à jour périodiquement.

## Contenu
La base Palissy contient des informations provenant du service des monuments historiques et de l'Inventaire général du patrimoine culturel, elle concerne la peinture, la sculpture, les objets et mobilier civils et religieux, le mobilier monumental, le vitrail, les instruments de musique, le patrimoine industriel, le patrimoine maritime et fluvial, les instruments scientifiques, la serrurerie, les arts graphiques, etc.
La base comporte deux types de fiches :
- Inventaire général du patrimoine culturel : fiches signalétiques des dossiers d'inventaire élaborés à l'issue des enquêtes menées sur le terrain par les services régionaux de l'Inventaire, ainsi que des informations sommaires issues d'inventaires préliminaires, de recensements, de dossiers anciens, etc.
- Monuments historiques : notices réalisées à partir des mesures de protection au titre de la loi sur les monuments historiques de 1913, avec les références des arrêtés de classement et d'inscription au titre des monuments historiques.

La base Palissy ne recense donc pas uniquement les éléments protégés au titre des monuments historiques.
La base Palissy comportait en 2005 environ 280 000 fiches dont 170 000 pour l'Inventaire et 110 000 pour les monuments historiques. 25 000 notices sont illustrées par la base Mémoire. 5 000 dossiers documentaires complets sont associés aux fiches.

## Outil de recherche des œuvres d'art volées
En ce qui concerne les Monuments historiques, sur les 114 765 notices en février 2007,
- 1 584 notices concernent des œuvres volées, y compris partiellement : une statue dans un retable, un panneau de triptyque, etc.
- 1 380 notices relatives aux œuvres disparues qui n’ont pas donné lieu à des dépôts de plainte mais que l’on retrouve parfois sur le marché de l’art[2].

Depuis 2006, des écrans de recherches spécifiques, dans la base de données Palissy, permettent de visualiser les notices d’objets à rechercher, peu à peu accompagnées de leur illustration photographique.
Les premiers signalements de vol remontent à 1907, et cet enregistrement archivé a permis de retrouver la trace d’objets volés très anciennement.
L'analyse statistique permet de préciser que plus de 15 % des objets classés volés ont été retrouvés, parfois quelques mois après le délit, parfois plus de vingt ou quarante ans après.
- Médiathèque de l'Architecture et du Patrimoine (MAP) : Formulaire de recherche en ligne.
- Ministère de la Culture et de la Communication : Formulaire de recherche en ligne.
- Ministère de la Culture et de la Communication : CBCR - Catalogue interministériel des Dépôts d'œuvres d'art de l’État : Formulaire de recherche en ligne.